# Cicloesene
Il cicloesene è un alchene ciclico (cicloalchene) costituito da un anello a 6 atomi di carbonio, due dei quali presentano un doppio legame, avente formula ciclo-C6H10.

## Sintesi
Sintetizzato dalla disidratazione del cicloesanolo o dalla deidrogenazione del cicloesano. Gli atomi di carbonio impegnati nel doppio legame sono ibridati sp2, gli altri sono ibridati sp3.